# Nürnberger Burg
De Nürnberger Burg is een hoog liggend, ommuurd middeleeuws dubbelkasteel in de Duitse stad Neurenberg. De oudste delen van het gebouw dateren van begin 11e eeuw.
Het gebied is ingedeeld in drie delen:
- de Kaiserburg, waar het keizerlijk kasteel staat
- de Burggrafenburg, waar het kasteel staat voor de burggraven
- de Reichsstädtische Bauten

In de hoogtijdagen van het kasteel diende het als residentie voor de Keizer van Duitsland. Na de Dertigjarige Oorlog raakte het kasteel zijn belangrijke functie kwijt en raakte het in verval. In de Tweede Wereldoorlog werd een groot deel van het kasteel zwaar beschadigd door bombardementen. Deze schade werd grotendeels hersteld, waarbij het kasteel zijn huidige uiterlijk kreeg.